# Baptistin
Baptistin is een figuur in de roman De Graaf van Monte Cristo (1844) van Alexandre Dumas. 
Baptistin is een van de drie kamerheren van De Graaf van Monte Cristo. Hij is pas een jaar in dienst maar behoort nu al tot de intieme kring van Monte Cristo. 